# Abzeichen zum Ernst-Thälmann-Banner
Das Abzeichen zum Ernst-Thälmann-Ehrenbanner war in der Deutschen Demokratischen Republik (DDR) eine nichtstaatliche Auszeichnung der Freien Deutschen Jugend (FDJ), welche 1973 gestiftet und einmalig in diesem Jahr verliehen wurde. Die Verleihung erfolgte dabei an jene Kollektivmitglieder, die im Zuge der X. Weltfestspiele in Ostberlin bereits mit dem Ernst-Thälmann-Banner durch den Zentralrat der FDJ geehrt worden waren. 

## Aussehen
Das Abzeichen ist 36 mm groß und zeigt eine wehende Fahne mit rotem gekörnten Grund in dessen Mitte auf einem runden Medaillon das Bildnis von Ernst Thälmann zu sehen ist. Der untere Fahnenrand zeigt das dunkelblaue Schriftband FESTIVALAUFGEBOT.